# 塔季扬娜·扎斯拉夫斯卡娅
塔季扬娜·伊万诺芙娜·扎斯拉夫斯卡娅（羅馬化：Tatyana Ivanovna Zaslavskaya；1927年9月9日—2013年8月23日），前苏联社会学家、经济学家。戈尔巴乔夫时期，为改革重组政策理论家，《新西伯利亚报告》的主要作者。苏联解体后任《社会科学与现在》杂志编辑、莫斯科新闻报纸委员会成员。